# Códigos de área 539 y 918

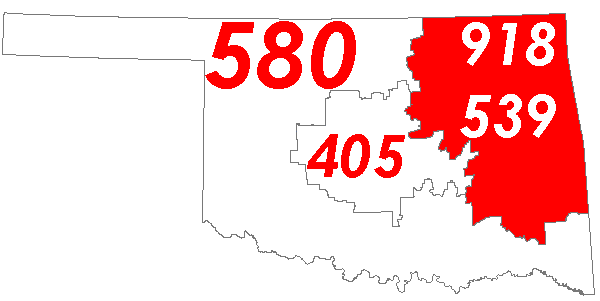
Mapa de Oklahoma con los códigos de área 539 y 918 en rojo.

539 y 918 son los códigos de área estadounidenses para el noreste de Oklahoma. Estos códigos abarcan las siguientes grandes ciudades: Bartlesville, Broken Arrow, Gore, Jenks, McAlester, Muskogee, Okmulgee, Sapulpa, Tahlequah y Tulsa.
El código 918 fue creado en 1953 como una escisión del 405. El 539 fue creado como una superposición del 918. Entró en activo el 1 de abril de 2011. El marcado obligatorio de los códigos de área de diez dígitos se activó el 5 de marzo de 2011. Fue la primera superposición establecida en Oklahoma.
Los otros dos códigos de área para Oklahoma son el 405, que cubre el área metropolitana de Oklahoma City y el centro del estado, y el 580, que cubre el oeste y el sur.